# Hidropônica
"Hidropônica" é o segundo single da banda carioca de pop punk, Forfun. O single foi lançado no dia 29 de maio de 2006 e é a primeira faixa do álbum Teoria Dinâmica Gastativa, lançado no final de 2005.
A música contou com um videoclipe dirigido por Duda Souza, da produtora carioca "Apavoramento", e foi estreado no extinto programa MTV de Bolso. Com o single a banda foi indicada a categoria Banda revelação no VMB de 2006.
A canção também faz parte da coletânea MTV ao Vivo: 5 Bandas de Rock, produzida pela MTV Brasil e lançado no dia 22 de maio de 2007.
Durante um bate-papo realizado pelo R7, ao ser perguntado sobre qual é o motivo da música se chamar "Hidropônica", a banda afirmou que "A hidroponia é a arte de cultivo sem a utilização de um solo, onde as raízes recebem nutrientes diretamente da água. Daí ressalta-se a importância da água e o valor de não ter um solo (pátria, propriedade privada, etc...)".